# Sveriges generalkonsulat i San Francisco
Sveriges generalkonsulat i San Francisco är Sveriges diplomatiska beskickning i San Francisco, Kalifornien. Den är beläget på 595 Market Street i Financial District.
Generalkonsulatet har sitt ursprung i det konsulat.öppnat 1850, som omvandlades till generalkonsulat 1943. Generalkonsulatets främsta uppgifter var att sprida information om Sverige och svenska samarbetsmöjligheter,  näringslivsfrämjande genom arrangemang av olika evenemang samt att arbeta med konsulära ärenden (främst pass- och viseringshantering) och bistånd till svenska medborgare i västra USA.
Generalkonsulatets ansvarsområde omfattade förutom staden San Francisco delstaterna Kalifornien, Alaska, Arizona, Hawaii, Idaho, Nevada, Oregon, Utah, Washington och senare New Mexico fram till 1980 när Sveriges generalkonsulat i Los Angeles öppnade som då övertog ansvaret för vissa delstater. År 1982 nedgraderades generalkonsulatet i San Francisco till konsulat och året efter lades det ner helt. Från 1983 verkade ett svenskt honorärt generalkonsulat i San Francisco med en oavlönad honorär generalkonsul som chef. År 2024 återöppnade Sverige ett lönat generalkonsulat i San Francisco.

## Historia

### 1850–1984
Generalkonsulatet i San Francisco har sitt ursprung i det honorära konsulat som upprättades genom kungligt brev den 25 maj 1850 med Kalifornien till distrikt. Det sistnämnda utsträcktes genom kungligt brev den 12 april 1872 att omfatta jämväl delstaterna Oregon samt territorierna Washington och Alaska och omfattade år 1914 av delstaterna Washington, Oregon, Idaho, Kalifornien, Nevada, Utah och Arizona samt territoriet Alaska. Ett kontorsanslag av 500 riksdaler banco, som tidigare tillerkänts konsuln, indrogs 7 november 1856, men ett nytt bidrag av 4 000 kronor beviljades konsuln den 5 november 1888. Det blev sedermera höjt till 5 000 kr, men nedsattes den 11 maj 1906 till 1 000 kr och höjdes ånyo den 2 december 1911 till 5 000 kr.
År 1943 upphöjdes konsulatet till generalkonsulat. År 1949 anvisades medel för att inrätta en befattning för ett kommersiellt biträde vid generalkonsulatet i San Francisco efter samma principer som gäller för liknande tjänster vid andra konsulat.
I november 1980 beordrade Budgetdepartementet UD att skära ned åtta miljoner på sina utgifter. Bland annat genom att minska svenska utlandsrepresentationen. Detta drabbade bland annat generalkonsulat i San Francisco. Samma år blev Los Angeles sätet för ett lönat generalkonsulat och generalkonsulatet i San Francisco nedgraderades till vanligt konsulat två år senare.
År 1981 genomförde de lokalanställda vid det svenska konsulatet i San Francisco en historisk strejk, vilket markerade den första gången UD-tjänstemän strejkade. De sex strejkande, inklusive en kanslist, en receptionist, två informationstjänstemän, generalkonsulns handsekreterare och chauffören, protesterade mot planen att flytta vissa tjänster till Los Angeles enligt en sparplan. Strejken, som tidigare hade försenats, utlöstes av en konflikt angående rätten att vara representerad av fackförbundet TCO. Trots generalkonsulns påstående om att frånvaron av lokalanställda inte skulle påverka konsulatets verksamhet, menade de strejkande att det var ett sätt att underminera deras strejk genom att själva svara i telefon och hantera posten. Konflikten ledde till irritation och underströk spänningarna kring konsulatets möjliga nedläggning enligt sparplanen.
År 1983 hade avvecklingen av det lönade generalkonsulatet i San Francisco påbörjats. Antalet utsända tjänstemän hade nedbringats från fem till tre. Befattningen som generalkonsul upphörde våren 1982 och kvarvarande personal skulle därefter under en övergångsperiod sörja för den fortsatta avvecklingen av myndigheten. Samtliga utsända tjänstemän vid myndigheten skulle under våren 1984 ha omplacerats. Det lönade generalkonsulatet skulle indras slutligt per den 1 januari 1984, från vilket datum en honorär generalkonsul hade förordnats förestå det olönade generalkonsulatet.

### Honorärkonsulat
I samband med Loma Prieta-skalvet 1989 rapporterades det att Sveriges honorära generalkonsulat i San Francisco hade utrymt. Det låg på 21:a våningen i ett höghus och ingen fick gå in i byggnaden.
I maj 1997 rapporterades det att Sverige återigen skulle öppna ett generalkonsulat i Kalifornien, två år efter att generalkonsulatet i Los Angeles lades ned. Det nya generalkonsulatet skulle få en inriktning på handel och ekonomi. San Francisco valdes bort och istället återöppnades generalkonsulatet i Los Angeles 1998, vilket sedan stängdes 2009.
Organisationen Svenskar i Världen hade i flera år uppvaktat utrikesministern och UD med önskemål om fler utlandsmyndigheter världen över, bland annat ett generalkonsulat på USA:s västkust. Att svenskarna som bor på USA:s västkust var i stort behov av ett generalkonsulat hade organisationen lyft med utrikesminister Ann Linde vid flera tillfällen. Behovet blev extra trängande i samband med att den mobila passenheten togs ur bruk 2019 vilket innebar att svenskar på västkusten med omnejd var tvungna att ta sig till ambassaden i Washington DC eller generalkonsulatet i New York för att förnya sina pass.

### Återöppning
Ett nytt svenskt generalkonsulat öppnades den 1 januari 2024 i San Francisco, och dess ansvarsområden omfattar delstaterna Kalifornien och Hawaii. I samband med öppningen den 1 januari övertog generalkonsulatet konsulärt ansvar från Sveriges ambassad i Washington. Huvudinriktningen för det nya generalkonsulatet var handels- och Sverigefrämjande. Generalkonsulatet skulle också att ge konsulärt stöd med passverksamhet i verksamhetsområdet.
Den 20 februari 2024 förrättade Kronprinsessan Victoria invigningen av det nya generalkonsulatet vid en ceremoni vid San Francisco Conservatory of Music i närvaro av statsrådet Johan Forssell.

## Arbetsuppgifter
Generalkonsulatets uppgifter är att tillhandahålla hjälp till svenskar och främja svenska intressen. Konsulära avdelningen hanterar konsulära frågor som pass, medborgarskapsfrågor, namnregistreringar, bekräftelser av dokument med mera. Avdelningen bistår också svenska medborgare i nödsituationer. Främjaravdelningen arbetar med handel, export- och affärsrelaterade aktiviteter med syfte att främja utbytet mellan Sverige, Kalifornien och Hawaii.

## Ansvarsområde
Generalkonsulatets distrikt från 1969 till 1975 omfattade förutom San Francisco delstaterna Kalifornien, Alaska, Arizona, Hawaii, Idaho, Nevada, Oregon, Utah och Washington. Distriktet utökades 1976 med delstaten New Mexico. Distriktet ändrades 1979 i och med öppnandet av Sveriges generalkonsulat i Los Angeles. Distriktet omfattade nu San Francisco, delstaterna Kalifornien — med undantag av grevskapen San Luis Obispo, Kern, Santa Barbara, Los Angeles, Ventura, San Bernardino, Orange, Riverside, Imperial och San Diego — Alaska, Arizona, Hawaii, Idaho, Nevada, Oregon, Utah och Washington.
År 1981 övertog generalkonsulatet i Los Angeles delstaterna Arizona och Hawaii. År 1982 nedgraderades generalkonsulatet i San Francisco till konsulat och distriktet ändrades därmed till att omfatta staden San Francisco samt grevskapen San Mateo, Santa Clara, Alameda, Contra Costa, Solano, Napa, Sonoma och Marin.
Efter att generalkonsulatet återöppnats 2024 består ansvarsområdet av delstaterna av Kalifornien och Hawaii.

## Byggnader

### Kansli
År 1921 var generalkonsulatet beläget på 268 Market Street i Financial District. Från 1922 till 1941 var generalkonsulatet beläget i Marston Building på 244 Kearny Street i Union Square. Från 1942 till 1946 var generalkonsulatet beläget på 64 Pine Street i Financial District. År 1947 fanns ingen adress. Från 1948 till 1951 var generalkonsulatet beläget på 1918 Jackson Street i Pacific Heights. Från 1952 till 1983 var generalkonsulatet beläget på 1960 Jackson Street i Pacific Heights. Det honorära generalkonsulatet var beläget på 505 Sansome Street, Suite 1010 i Financial District. Från återöppnandet av generalkonsulatet 2024 är det beläget på 595 Market Street, Suite 1350 i Financial District.

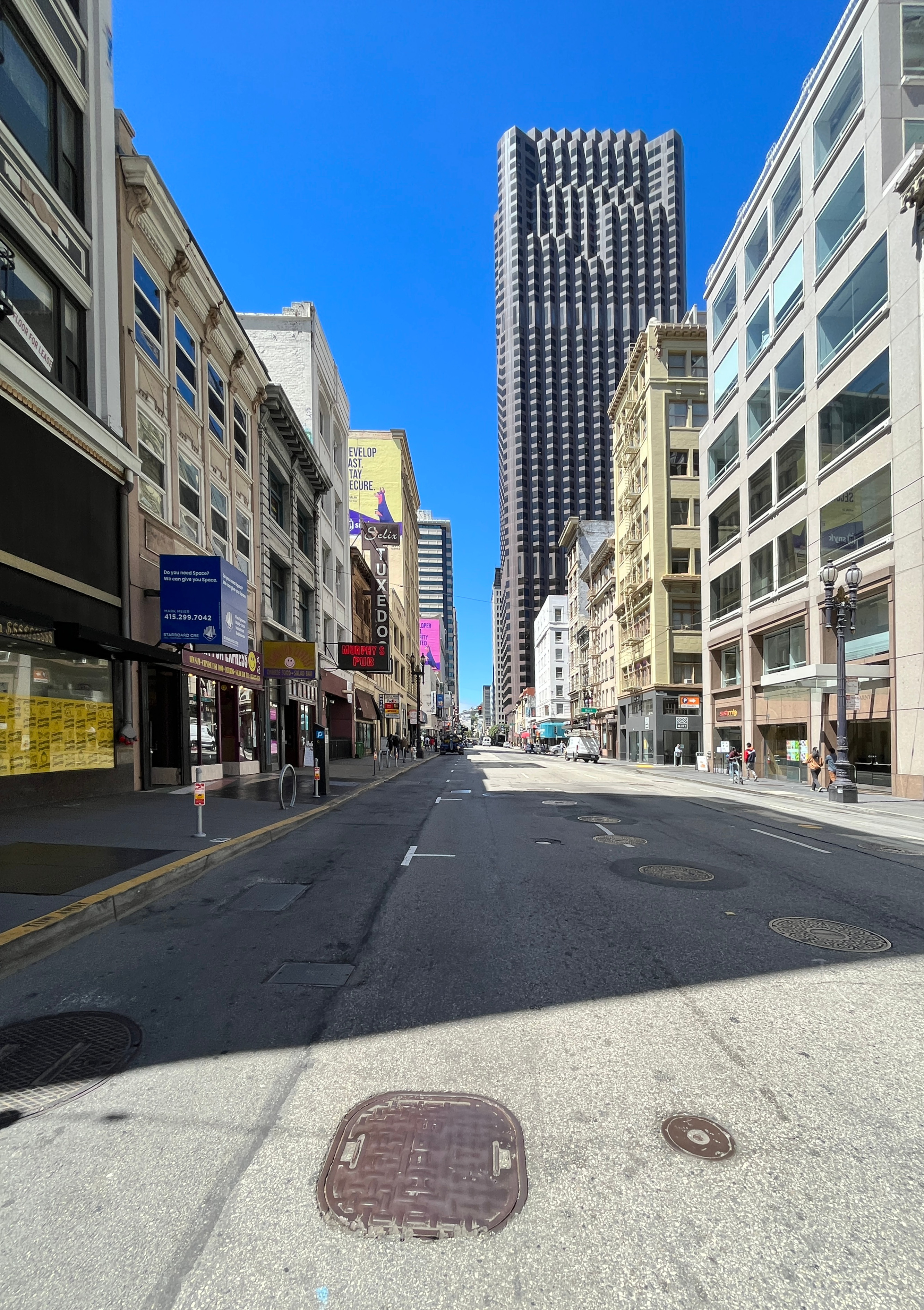
244 Kearny Street (gula byggnaden till höger) (1935–1941)
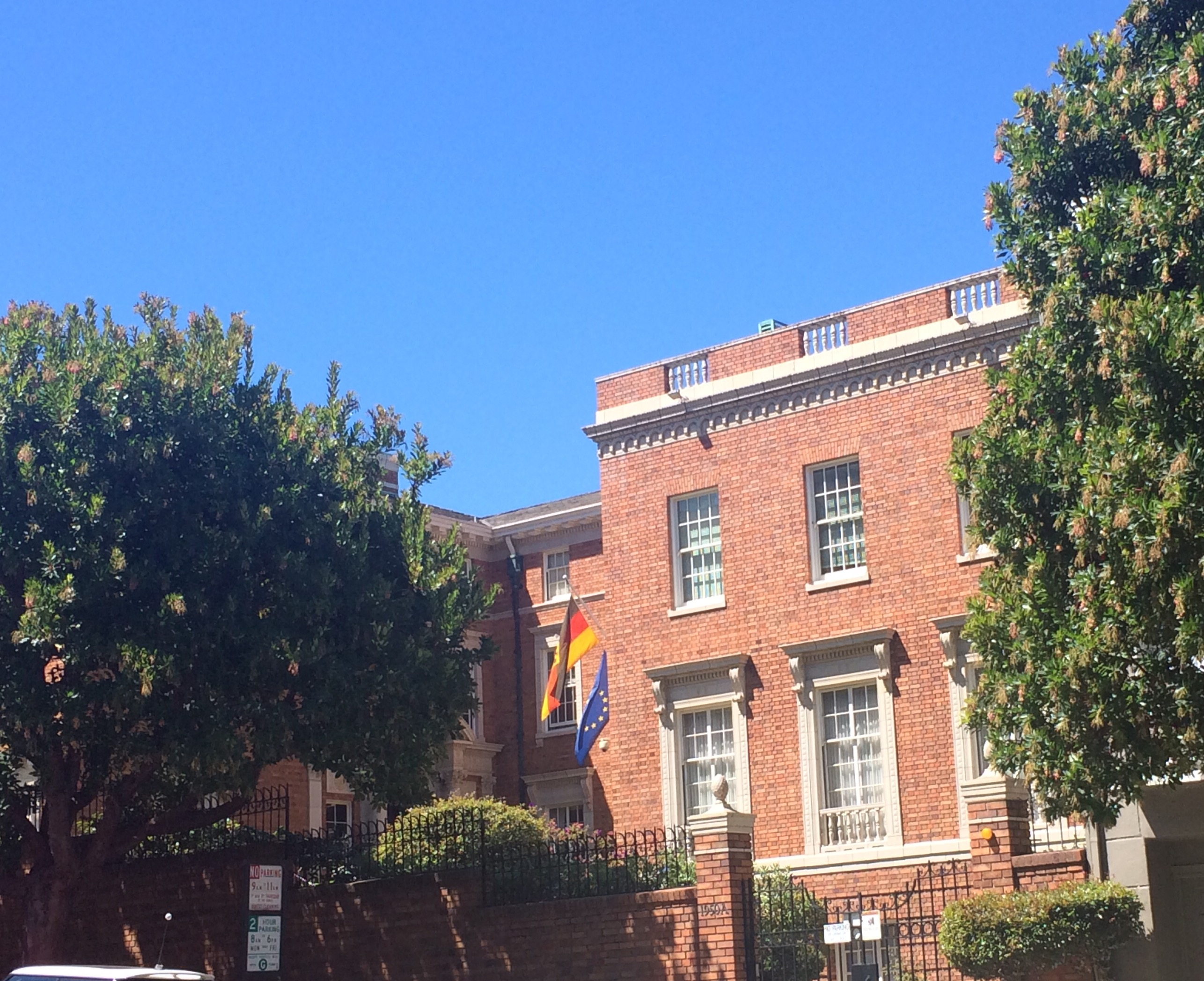
1960 Jackson Street, Pacific Heights (1952–1983)
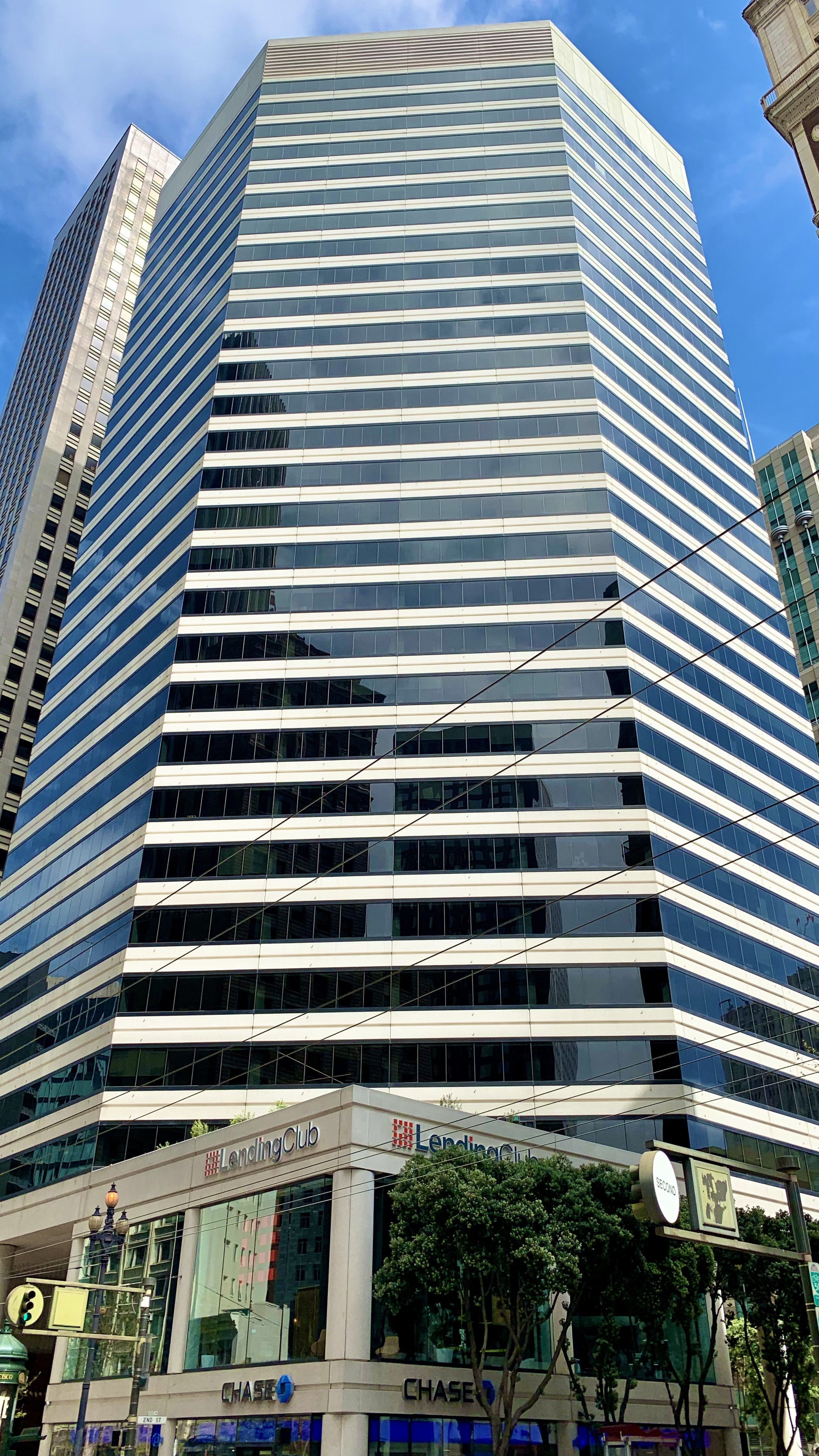
595 Market Street, Financial District (2024–idag)

### 1650 and 1960 Jackson Street
I en proposition från Kunglig Majestät till riksdagen daterad den 8 november 1946 föreslog riksdagen att bifalla förslaget om att förvärva en fastighet som ansågs lämplig för den svenska representationen i San Francisco. Fastigheten på Jackson Street bestod av två sammanbyggda hus, uppförda 1915 och 1920, och var belägen i ett bra bostadsdistrikt nära stadens affärscentrum. Den skulle användas som bostad för generalkonsuln samt för generalkonsulatets kansli och bostad för vicekonsuln. Fastigheten erbjöd även möjligheter för möteslokaler och lokaler för sjömansmottagning. En fastighetsexpert hade bedömt att fastigheten var i gott skick, och inköpet föreslogs som en ekonomiskt fördelaktig lösning. Generalkonsuln motiverade inköpet med ökade hyreskostnader för nuvarande lokaler och svårigheter för personalen att hitta rimliga bostäder i San Francisco. Inköpet skulle också möjliggöra hyresintäkter från överskott av bostäder inom fastigheten. Byggnadsstyrelsen granskade ritningar och fotografier och stödde förslaget. Departementschefen ansåg att fastigheten var lämplig och ekonomiskt fördelaktig och föreslog ett investeringsanslag på 590 000 kronor för förvärvet. Han nämnde även att vissa inventarier borde skaffas för sjömans- och sammanträdeslokaler, vilka skulle bekostas från förslagsanslaget för skrivmaterial vid beskickningar och konsulat.
Fastigheten omfattade tillhopa 25 rum. Det ena huset är avsett till bostad åt generalkonsuln, vilken skulle disponera tre sällskapsrum och fyra sovrum förutom köksavdelning och tjänstefolksbostäder. I det andra husets bottenvåning och första våning skulle beredas rymliga lokaler för generalkonsulatets kansli. I den tredje våningen skulle inredas bostad åt vicekonsul omfattande vardagsrum, matsal samt tre sovrum och kök. Därutöver inrymde fastigheten vaktmästarbostad och garage. De ursprungliga byggnadskostnaderna angavs till 300 000 dollars. Tomten omfattade 45,7 x 38,7 meter och dess värde uppskattades till 75 000 dollars. Priset var 160 000 dollars eller i svenskt mynt 576 000 kronor.
Huset på 1960 Jackson Street var på cirka 836 m² (9 000 kvadratfot), fyra gånger så stort som ett genomsnittligt hus med tre sovrum, med 15 huvudrum, sju badrum, vardagsrum, omklädningsrum, tjänstebostäder och förråd och de "hemliga passagerna" som förbinder det med 1950 Jackson bredvid. Husen ritades av William Bliss från företaget Bliss Faville, arkitekter av St. Francis Hotel, den ursprungliga Southern Pacific Building och University Club. Den äldre, 1960 Jackson, byggdes 1921 av Lillian Matson, hustru till William Matson, svenskfödd grundare av Matson Navigation Co. Cirka 1924 byggde Mrs. Matson 1950 Jackson Street, till höger om gården, för sin dotter och svärson, Mr. and Mrs. William P. Roth. De röda tegelbyggnaderna, som enligt San Franciscos rigorösa jordbävningslagar inte får vara av massivt tegel på grund av risken av att det vid jordbävningar skulle rasa ihop som ett korthus är därför endast klätt med en tegelfasad.
När det svenska generalkonsulatet nedgraderades till ett konsulat och sedan stängdes 1983 lades husen ut till försäljning då konsulatet flyttade större delen av sin personal till Los Angeles. Detta drag väckte oro bland Pacific Heights invånare, vilket återspeglade tidigare tvister om grannskapets karaktär. Anne Bloomfield, som representerade Pacific Heights Residents Association, motsatte sig bestämt alla förslag som stred mot enfamiljszonindelningen av svenska konsulatets byggnader. Denna hållning satt potentiella köpare i direkt konflikt med Bloomfields organisation, såväl som stadsplaneringsmyndigheter. Trots att de var ute till försäljning i två månader av Grubb & Ellis såldes inte fastigheterna, vilket underströk bristen på enfamiljsköpare.
Konflikten sträckte sig bortom den omedelbara grannskapsdynamiken. Köpare av herrgårdar sökte ofta skatteavdrag och försökte återanvända historiska byggnader till institutioner eller kontor. Detta stod i kontrast till invånare som Mrs. Spreckels och Mrs. McGinnis, som strävade efter att bevara Pacific Heights unika karaktär och undvika ökad trafik. Storleken på fastigheterna, särskilt 1960 Jackson Street med sina 836 m², utgjorde utmaningar för potentiella köpare. De höga priserna, som sträckte sig från 1,45 miljoner dollar till 125 miljoner dollar, avskräckte familjer, och även om de hade råd med köpet gjorde underhållskostnaderna och den enorma storleken på egendomarna dem opraktiska för många. Historien om konflikter över eftertraktade egendomar i Pacific Heights, som Matson-familjens tidigare strid inför Planeringskommissionen, belys den dåvarande kampen mellan bevarandeentusiaster och de som sökte omdefiniera användningen av historiska egendomar. När det tidigare svenska generalkonsulatets öde svävade i osäkerhet återspeglade det bredare utmaningar med att bevara enfamiljshus i ljuset av föränderliga trender inom fastighetsmarknaden i San Francisco.
År 1987 köptes fastigheterna av den tyska regeringen, restaurerades och anpassades för det tyska generalkonsulatet.

## Beskickningschefer
| Namn                            | Period                            | Titel                                  | Noter                                                                    | Ref                 |
| ------------------------------- | --------------------------------- | -------------------------------------- | ------------------------------------------------------------------------ | ------------------- |
| Johan Jakob Ludvig Herrlich     | 22 april 1852 – 7 november 1856   | Honorärkonsul                          | Ställföreträdande 20 maj 1851.                                           | [ 1 ]               |
| Georg C. Johnson                | 15 december 1857 – 19 maj 1872    | Honorärkonsul                          | Ställföreträdande 7 november 1856. Avled under ämbetstiden.              | [ 1 ]               |
| Gustaf O'Hara Taaffe            | 12 april 1873 – 16 april 1874     | Honorärkonsul                          | Ställföreträdande 6 september 1872. Avled under ämbetstiden.             | [ 1 ]               |
| August Berggren                 | 12 augusti 1875 – 31 oktober 1884 | Konsul                                 |                                                                          | [ 1 ]               |
| Knud Henry Lund                 | 24 april 1885 – 11 maj 1906       | Honorärkonsul                          |                                                                          | [ 1 ]               |
| Henry Lund                      | 1906 – 1908                       | Ställföreträdande generalkonsul        | Vicekonsul 1901.                                                         | [ 1 ]               |
| William Matson                  | 15 mars 1908 – 11 oktober 1917    | Konsul                                 | Generalkonsuls namn, heder och värdighet. Avled under ämbetstiden.       | [ 1 ] [ 37 ] [ 38 ] |
| –                               | 1918–1918                         | Konsul                                 | Vakant.                                                                  | [ 39 ]              |
| Fredrik Westerberg              | 1918–1919                         | Ställföreträdande konsul               | Vakant. Vicekonsul Westerberg tjänstgjorde som ställföreträdande konsul. | [ 40 ]              |
| Carl Edvard Wallerstedt         | 1919–1921                         | Ställföreträdande konsul               |                                                                          | [ 21 ]              |
| Carl Edvard Wallerstedt         | 1922–1943                         | Konsul                                 |                                                                          | [ 22 ] [ 41 ]       |
| Carl Edvard Wallerstedt         | 1943–1944                         | Ställföreträdande generalkonsul        |                                                                          | [ 42 ]              |
| Carl Edvard Wallerstedt         | 1944 – 1 februari 1947            | Generalkonsul                          |                                                                          | [ 25 ] [ 43 ]       |
| Victor Emanuel (Manne) Lindholm | 1947 – 1 april 1960               | Generalkonsul                          |                                                                          | [ 44 ] [ 45 ]       |
| Per Anger                       | 1961–1966                         | Generalkonsul                          |                                                                          | [ 46 ]              |
| Carl Henrik Petersén            | 1966–1972                         | Generalkonsul                          |                                                                          | [ 47 ]              |
| Hans-Efraim Sköld               | 1972–1976                         | Generalkonsul                          |                                                                          | [ 17 ]              |
| Cecilia Nettelbrandt            | 1976–1978                         | Generalkonsul                          |                                                                          | [ 48 ]              |
| Fredrik Bergenstråhle           | 1979–1980                         | Generalkonsul                          |                                                                          | [ 49 ]              |
| Otto Rathsman                   | 1980–1982                         | Generalkonsul                          |                                                                          | [ 19 ] [ 50 ]       |
| –                               | 1982–1983                         | Generalkonsul                          | Vakant                                                                   | [ 51 ] [ 20 ]       |
| Odd Isaksson                    | 1981–1983                         | Konsul/Tjänsteförättande generalkonsul |                                                                          | [ 20 ] [ 50 ]       |
| Sven A. Eliason                 | 1984–1985                         | Honorär generalkonsul                  | Avled under ämbetstiden.                                                 | [ 53 ]              |
| Siri Eliason                    | 1985–1998                         | Honorär generalkonsul                  |                                                                          | [ 54 ]              |
| Barbro Sachs-Osher              | 1999–????                         | Honorär generalkonsul                  |                                                                          | [ 55 ]              |
| Anna Lekvall                    | 2023–idag                         | Generalkonsul                          |                                                                          | [ 56 ]              |

## Fotnoter
1. ↑  Generalkonsul den 27 juli 1866.[1]
2. ↑  Vicekonsul den 26 mars 1867.[1]